# Fredrik II av Brandenburg
Fredrik II "Järntand" av Brandenburg, född 19 november 1413 i Tangermünde i Altmark, död 10 februari 1471 i Neustadt an der Aisch, var kurfurste och markgreve av Brandenburg från 1440 till sin abdikation 1470.

## Biografi
Fredrik II var andre son till kurfurst Fredrik I av Brandenburg. Fredrik II förlovades 1421 med prinsessan Hedvig Jagellonica av Polen (1408–1431), som fram till 1424 var enda arvinge till kung Vladislav II av Polen, och Fredrik uppfostrades därför i Polen som potentiell medregent. Hedvig avled dock 1431, varpå Fredrik II återvände till Brandenburg. År 1437 avstod hans äldre bror Johan "Alkemisten" sitt arv som kurfurste av Brandenburg och istället kom Fredrik II att ta över administrationen av Brandenburg och 1440 även efterträda sin far som kurfurste av Brandenburg. Fredrik II bröt städernas självstädigheter, köpte Cottbus, Peitz och Neumark från Tyska orden 1454 samt grevskapet Wernigerode. Hans försök att erövra hertigdömet Pommern-Stettin misslyckades. Då Fredriks söner dött unga överlämnade han 1470 regeringen till sin yngre bror, Albrekt III Akilles. Han levde under sina sista år på Plassenburg i Kulmbach.

## Familj
Fredrik II gifte sig  11 juni 1441 i Wittenberg med Katarina av Sachsen (1421–1476), dotter till kurfurst Fredrik I av Sachsen. Paret fick följande barn:
- Dorotea av Brandenburg (1446–1519), gift 1464 med hertig Johan IV av Sachsen-Lauenburg (1439–1507)
- Margarete (1449/50–1489), gift 1477 med hertig Bogislav X av Pommern (1454–1523)
- Johan (omkr. 1452–1454)
- Erasmus (omkr. 1453–1465)